# Brachyseps gastrostictus
Brachyseps gastrostictus — вид сцинкоподібних ящірок родини сцинкових (Scincidae). Ендемік Мадагаскару.

## Поширення і екологія
Brachyseps gastrostictus мешкають на північному сході острова Мадагаскар. Вони живуть у середньовисотних вологих тропічних лісах. Зустрічаються на висоті від 1000 до 1400 м над рівнем моря.